# Poá
Poá is een gemeente in de Braziliaanse deelstaat São Paulo. De gemeente telt 115.488 inwoners (schatting 2017).

## Aangrenzende gemeenten
De gemeente grenst aan Ferraz de Vasconcelos, Itaquaquecetuba, São Paulo en Suzano.